# Ramal ferroviario Merlo-Empalme Lobos
El Ramal Merlo - Empalme Lobos pertenece al Ferrocarril Domingo Faustino Sarmiento, Argentina.
Fue construido en 1871 por el Ferrocarril Oeste de Buenos Aires, siendo uno de los más antiguos del país.

## Ubicación
Se halla en las provincia de Buenos Aires a través de los partidos de Merlo, Marcos Paz, General Las Heras y Lobos. Tiene una extensión de 68 km uniendo las localidades de Merlo y Empalme Lobos.
El 1 de diciembre de 2022, se inauguró el Apeadero Maquinista Ricardo Cal.

## Servicios
Es un ramal secundario de la red, presta servicios de pasajeros a cargo de la empresa estatal Trenes Argentinos Operaciones. Se ha planeado electrificar el ramal desde Merlo hasta Marcos Paz, pero aún nada se sabe de aquella obra. En 2014 se comenzó a renovar la vía entre las estaciones Merlo y Marcos Paz. A partir del día 31 de agosto de 2015 el servicio se reanudó de manera completa.

## Imágenes

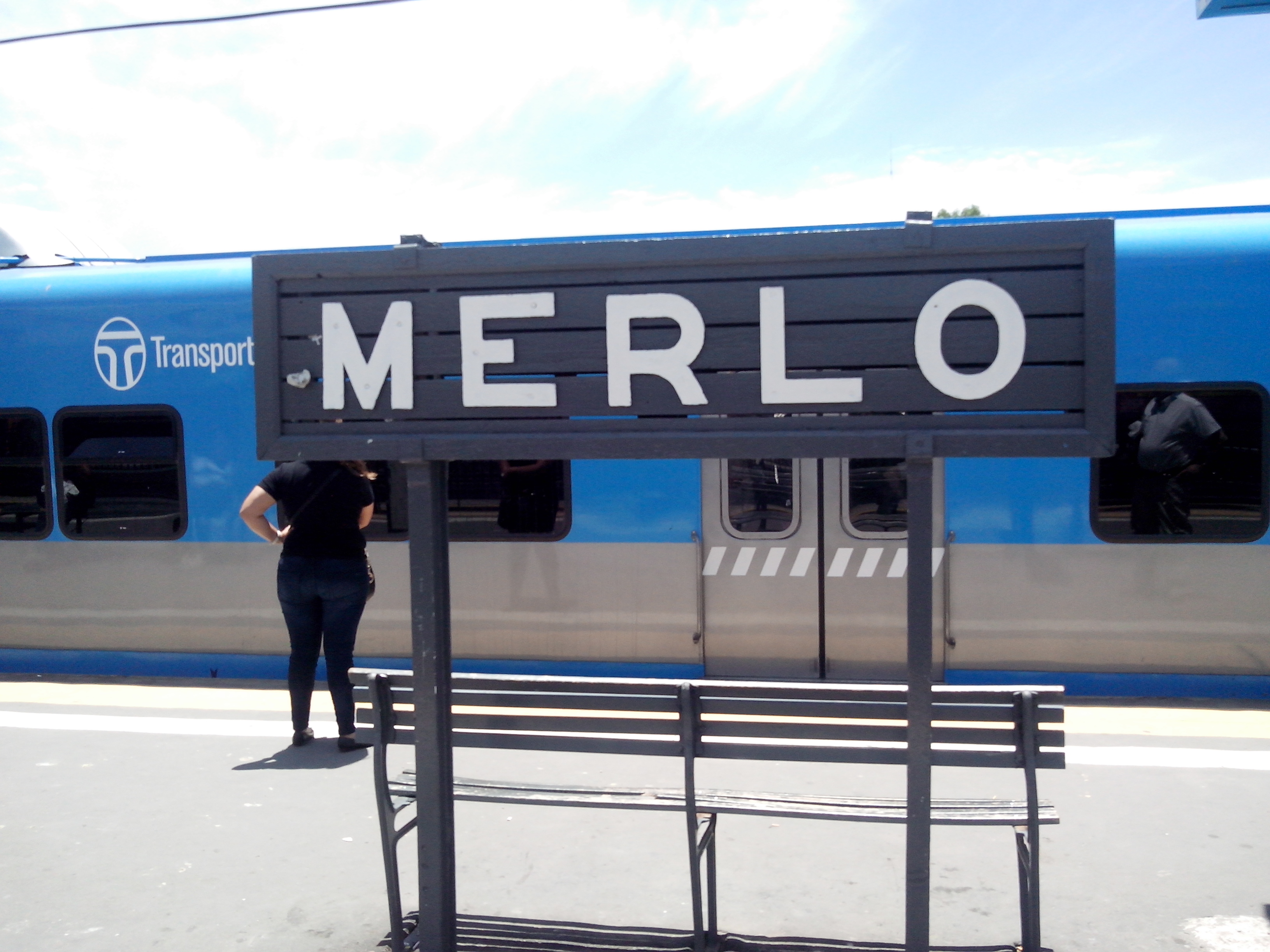
Merlo
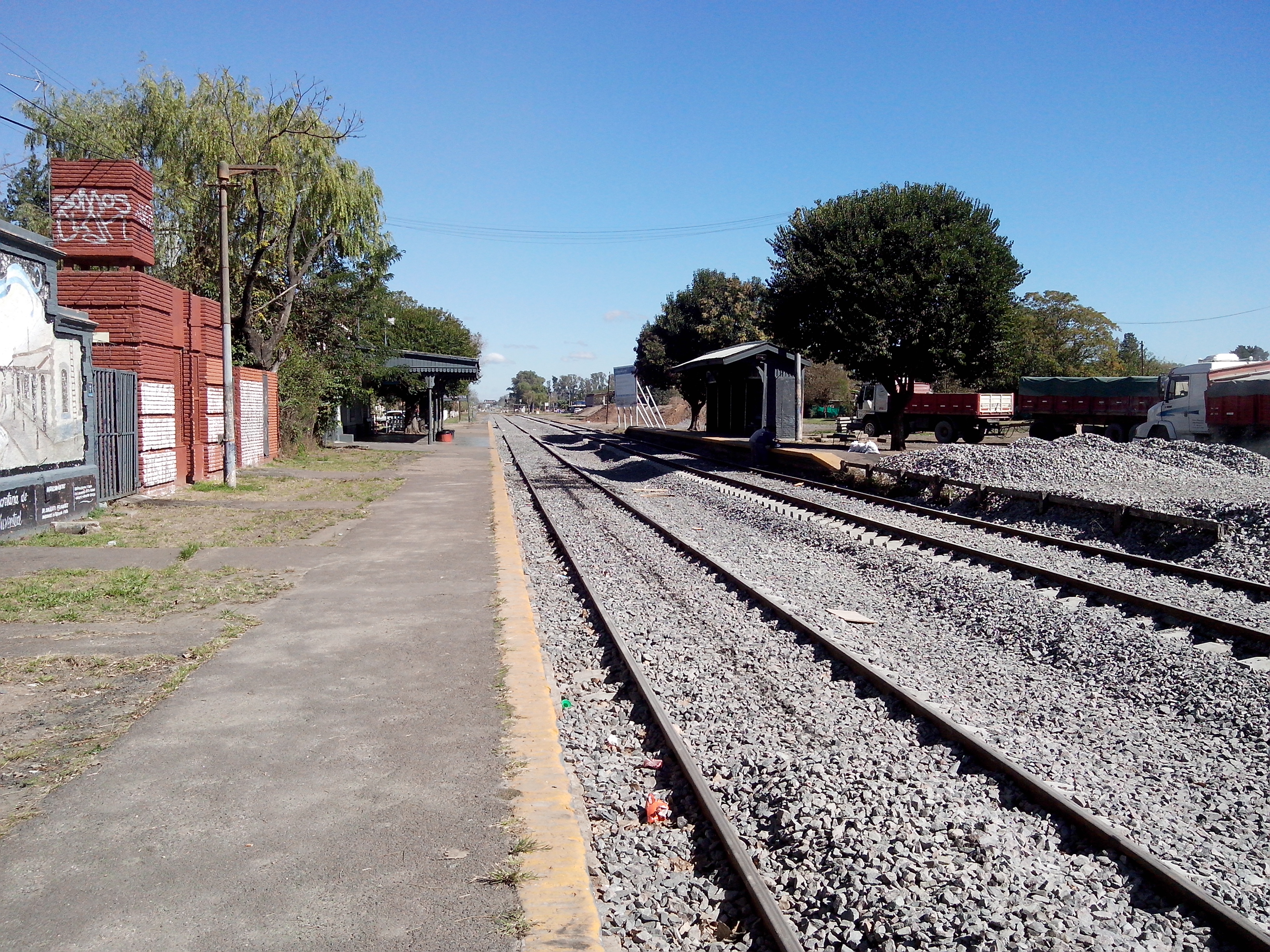
Mariano Acosta
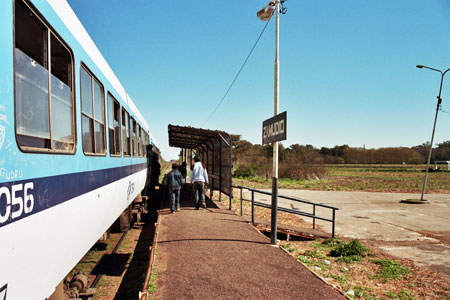
Zamudio
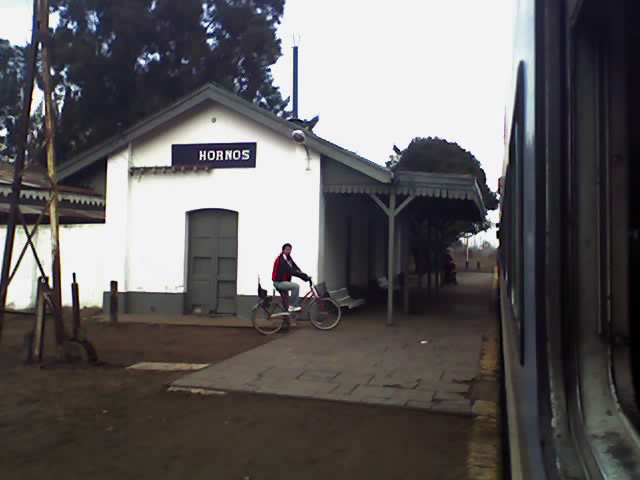
Hornos
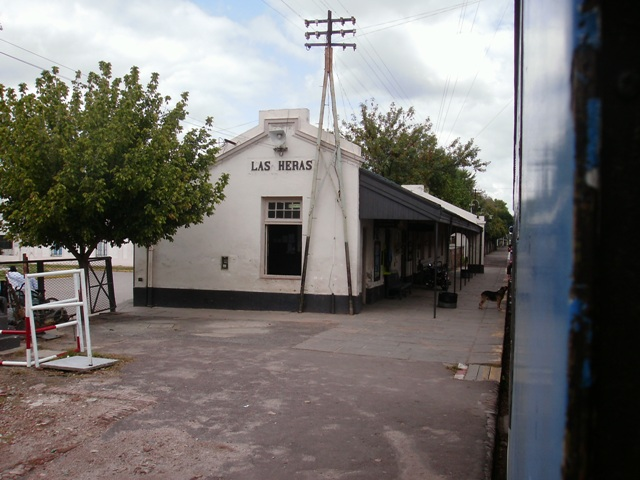
Las Heras
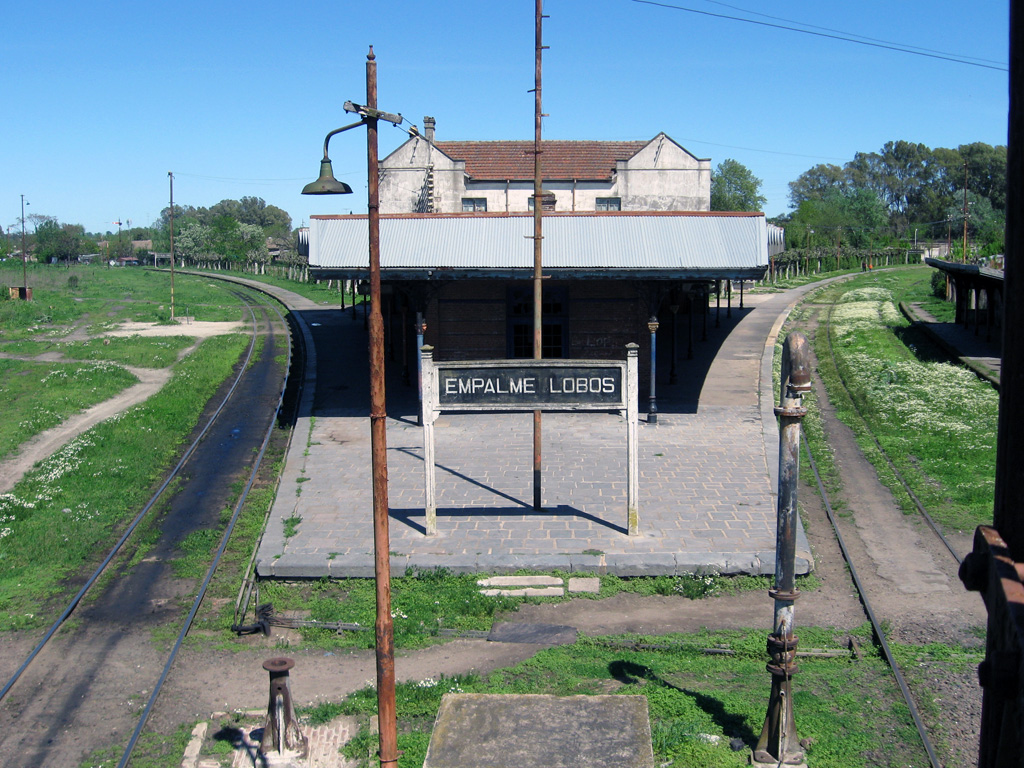
Empalme Lobos